# Johannes Bastiaan Corporaal
Johannes Bastiaan Corporaal ('s-Gravenhage, 23 april 1880 - Amsterdam, 28 mei 1952) was een Nederlands entomoloog.

## Biografie
Corporaal studeerde aan de Landbouwschool van Wageningen en behaalde in 1902 het diploma van landbouwkundige. Hij ging dan naar Nederlands-Indië waar hij eerst in de tabaks- en later in de thee- en rubberplantages werkte. Hij verzamelde daar ook insecten, hoofdzakelijk Coleoptera.
In 1917 werd hij entomoloog aan het nieuw opgericht rubberproefstation van de AVROS (Algemeene Vereeniging van Rubberplanters ter Oostkust van Sumatra) op Sumatra. Daar bestudeerde hij de schadelijke insecten voor de rubberteelt, en zijn vrije tijd besteedde hij aan verdere entomologische waarnemingen, vooral van Cleridae (mierkevers).
Na afloop van zijn vijfjarig contract keerde hij terug naar Nederland. Hij werd in 1922 aangesteld als conservator voor de entomologische verzameling van Artis in Amsterdam. Hij volgde er Johannes Cornelis Hendrik de Meijere op. De verzameling werd later ondergebracht bij het Zoölogisch Museum Amsterdam. Hij bleef deze functie uitoefenen tot aan zijn pensioen, en ook nadien was hij als Honorair Conservator nog werkzaam aan het museum. Corporaal was ook secretaris van de Nederlandse Entomologische Vereniging te Amsterdam.
Corporaal specialiseerde zich in de Cleridae. Hij bouwde er een uitgebreide collectie van op en publiceerde er meer dan 40 artikelen over in diverse tijdschriften. Hij maakte een uitgebreid supplement bij het deel over Cleridae van de Catalogus Coleopterorum dat in 1951 verscheen. Zijn collectie schonk hij later aan het museum.
Corporaal is de wetenschappelijke auteur van een aantal soorten mierkevers. 
Tientallen insectensoorten zijn naar hem genoemd en hebben het epitheton corporaali in de wetenschappelijke naam.